# Baron Howard of Escrick
Baron Howard of Escrick war ein erblicher britischer Adelstitel in der Peerage of England.
Familiensitz der Barone war bis 1668 Escrick Estate in Escrick im Distrikt Selby in North Yorkshire und danach Tollesbury Hall in Tollesbury bei Maldon in Essex.

## Verleihung und Erlöschen
Der Titel wurde am 12. April 1628 durch Letters Patent für Sir Edward Howard geschaffen. Er stammte aus der Adelsfamilie Howard und war ein Sohn des 1. Earl of Suffolk und Enkel des 4. Duke of Norfolk.
Der Titel erlosch beim Tod seines Enkels, des 4. Barons, am 29. April 1715.

## Liste der Barone Howard of Escrick (1628)
- Edward Howard, 1. Baron Howard of Escrick († 1675)
- Thomas Howard, 2. Baron Howard of Escrick (1625–1678)
- William Howard, 3. Baron Howard of Escrick († 1694)
- Charles Howard, 4. Baron Howard of Escrick († 1715)